# 広島地方裁判所
広島地方裁判所（ひろしまちほうさいばんしょ）は、広島県広島市にある日本の地方裁判所の一つで、広島県を管轄している。略称は、広島地裁（ひろしまちさい）。
広島県を管轄しており、広島地方裁判所には広島市に置かれている本庁のほか、呉市、尾道市、福山市、三次市の4市に地方裁判所と家庭裁判所の支部を設置しているほか、前述の5箇所にくわえ可部（広島市安佐北区）、大竹市、竹原市、府中市、東広島市、庄原市の6箇所を加えた11箇所に簡易裁判所を設置している。また広島第一、広島第二、呉、尾道、福山、三次の6つの検察審査会も設置されている。
なお同じ建物の中には広島高等裁判所があり、敷地内には広島への原爆投下によって犠牲になった、広島の裁判所関係者や、広島弁護士会関係者の名前を刻んだ原爆物故者慰霊碑がある。また周辺には広島高等検察庁・広島地方検察庁や広島拘置所など司法行政の施設が集まっている。

## 所在地
- 本庁：広島県広島市中区上八丁堀2-43　北緯34度24分6.5秒 東経132度27分45.5秒 / 北緯34.401806度 東経132.462639度
山陽新幹線, JR山陽線, 芸備線, 呉線, 可部線 広島駅 南口から徒歩約20分･タクシー約10分
広島バスセンターから徒歩約15分，検察庁前バス停から徒歩約3分
広島電鉄白島線 縮景園前停留場下車 徒歩約5分
広島高速交通アストラムライン 城北駅下車 徒歩約10分
- 呉支部：広島県呉市西中央4丁目1-46　北緯34度15分3.6秒 東経132度33分47.8秒 / 北緯34.251000度 東経132.563278度
JR呉線 呉駅から徒歩約15分･タクシー約2分
広島バスセンターからクレアラインバス-体育館前下車すぐ前
- 尾道支部：広島県尾道市新浜1丁目12-4　北緯34度24分6.1秒 東経133度10分51.5秒 / 北緯34.401694度 東経133.180972度
JR山陽線 尾道駅から徒歩約20分･タクシー約5分
- 福山支部：広島県福山市三吉町1丁目7-1　北緯34度29分36.2秒 東経133度22分25.2秒 / 北緯34.493389度 東経133.373667度
山陽新幹線，JR山陽線, 福塩線 福山駅から徒歩約20分･タクシー約5分
中国バス-福山駅6番のりば｢府中行き｣～三吉町まで約10分，井笠バス-福山駅13番のりば｢井原行き｣～三吉町まで約10分
広島バスセンターからローズライナー-福山駅下車 徒歩約20分
- 三次支部：広島県三次市三次町1725-1　北緯34度48分50秒 東経132度50分41秒 / 北緯34.81389度 東経132.84472度
JR芸備線, 福塩線 三次駅から徒歩約30分･タクシー約10分
備北交通　三次駅前～｢三次もののけミュージアム行き｣終点下車 徒歩約1分
広島バスセンターから(広電高速バス｢三次行き｣)の直通あり。

## 管轄
本庁
- 広島市、三原市（旧賀茂郡大和町）、大竹市、東広島市、廿日市市、安芸高田市（八千代支所の所管区域）、安芸郡府中町、海田町、熊野町、坂町、山県郡安芸太田町、北広島町

呉支部
- 呉市、竹原市、江田島市、豊田郡大崎上島町

尾道支部
- 三原市（旧三原市、旧豊田郡本郷町、旧御調郡久井町）、尾道市、世羅郡世羅町（せらにし支所の所管区域を除く）

福山支部
- 福山市、府中市、三次市（甲奴支所の所管区域）、庄原市（旧甲奴郡総領町）、神石郡神石高原町

三次支部
- 三次市（甲奴支所の所管区域を除く）、庄原市（旧庄原市、旧比婆郡西城町、旧比婆郡東城町、旧比婆郡口和町、旧比婆郡高野町、旧比婆郡比和町）、安芸高田市（八千代支所の所管区域を除く）、世羅郡世羅町（せらにし支所の所管区域）

※ただし、裁判員の参加する刑事裁判、行政事件、呉・三次の各支部管内の執行事件（不動産競売、債権、財産開示）、三次支部管内の合議事件は本庁で、尾道支部管内の執行事件（不動産競売、債権、財産開示）、合議事件は福山支部でそれぞれ取り扱う。

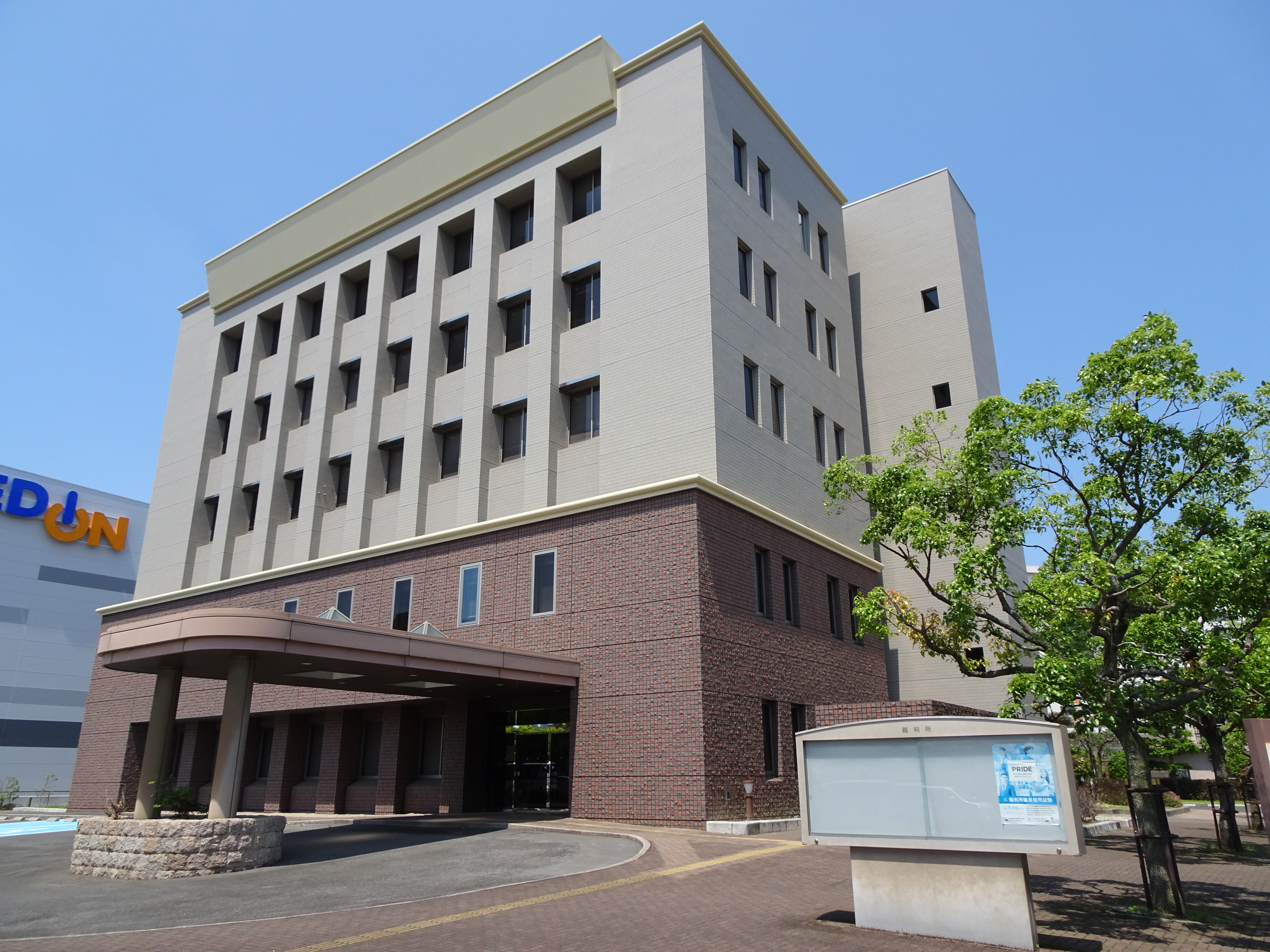
呉支部
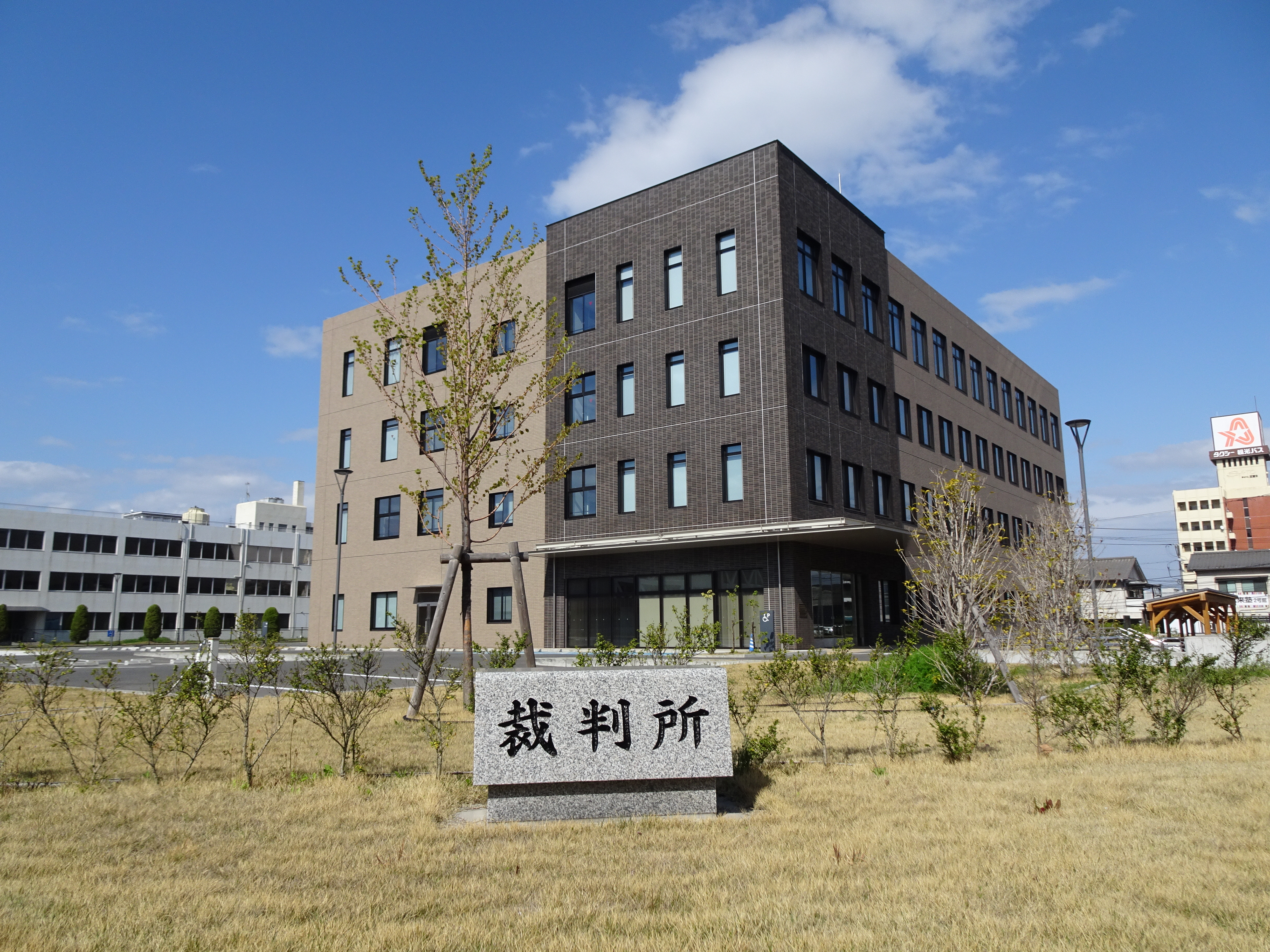
福山支部

### 管内の簡易裁判所
- 広島簡易裁判所
  - 所在地：本庁と同所在地
  - 管轄：広島市（中区、東区、南区、西区、安佐南区（安佐南区役所祇園出張所及び沼田出張所の各所管区域）、安芸区、佐伯区）、廿日市市、安芸郡府中町、安芸郡海田町、安芸郡熊野町、安芸郡坂町
- 東広島簡易裁判所
  - 所在地：広島県東広島市西条朝日町5-23
  - 管轄：東広島市、三原市（旧賀茂郡大和町）
- 可部簡易裁判所
  - 所在地：広島県広島市安佐北区可部4丁目12-24
  - 管轄：広島市（安佐南区（安佐南区役所祇園出張所及び沼田出張所の各所管区域を除く）、安佐北区）、安芸高田市（八千代支所の所管区域）、山県郡安芸太田町、山県郡北広島町
- 大竹簡易裁判所
  - 所在地：広島県大竹市白石1丁目7-6
  - 管轄：大竹市
- 三次簡易裁判所
  - 所在地：広島県三次市三次町1725-1
  - 管轄：三次市（甲奴支所の所管区域を除く）、安芸高田市（八千代支所の所管区域を除く） 、世羅郡世羅町（せらにし支所の所管区域）
- 庄原簡易裁判所
  - 所在地：広島県庄原市西本町1丁目19-8
  - 管轄：庄原市（旧庄原市、旧比婆郡西城町、旧比婆郡東城町、旧比婆郡口和町、旧比婆郡高野町、旧比婆郡比和町）
- 呉簡易裁判所
  - 所在地：広島県呉市西中央4丁目1-46
  - 管轄：呉市、江田島市
- 竹原簡易裁判所
  - 所在地：広島県竹原市竹原町3553
  - 管轄：竹原市、豊田郡大崎上島町
- 福山簡易裁判所
  - 所在地：広島県福山市三吉町1丁目7-1
  - 管轄：福山市、神石郡神石高原町
- 府中簡易裁判所
  - 所在地：広島県府中市鵜飼町542-13
  - 管轄：府中市、三次市（甲奴支所の所管区域）、庄原市（旧甲奴郡総領町）
- 尾道簡易裁判所
  - 所在地：広島県尾道市新浜1丁目12-4
  - 管轄：尾道市、世羅郡世羅町（せらにし支所の所管区域を除く）、三原市（旧三原市、旧豊田郡本郷町、旧御調郡久井町）

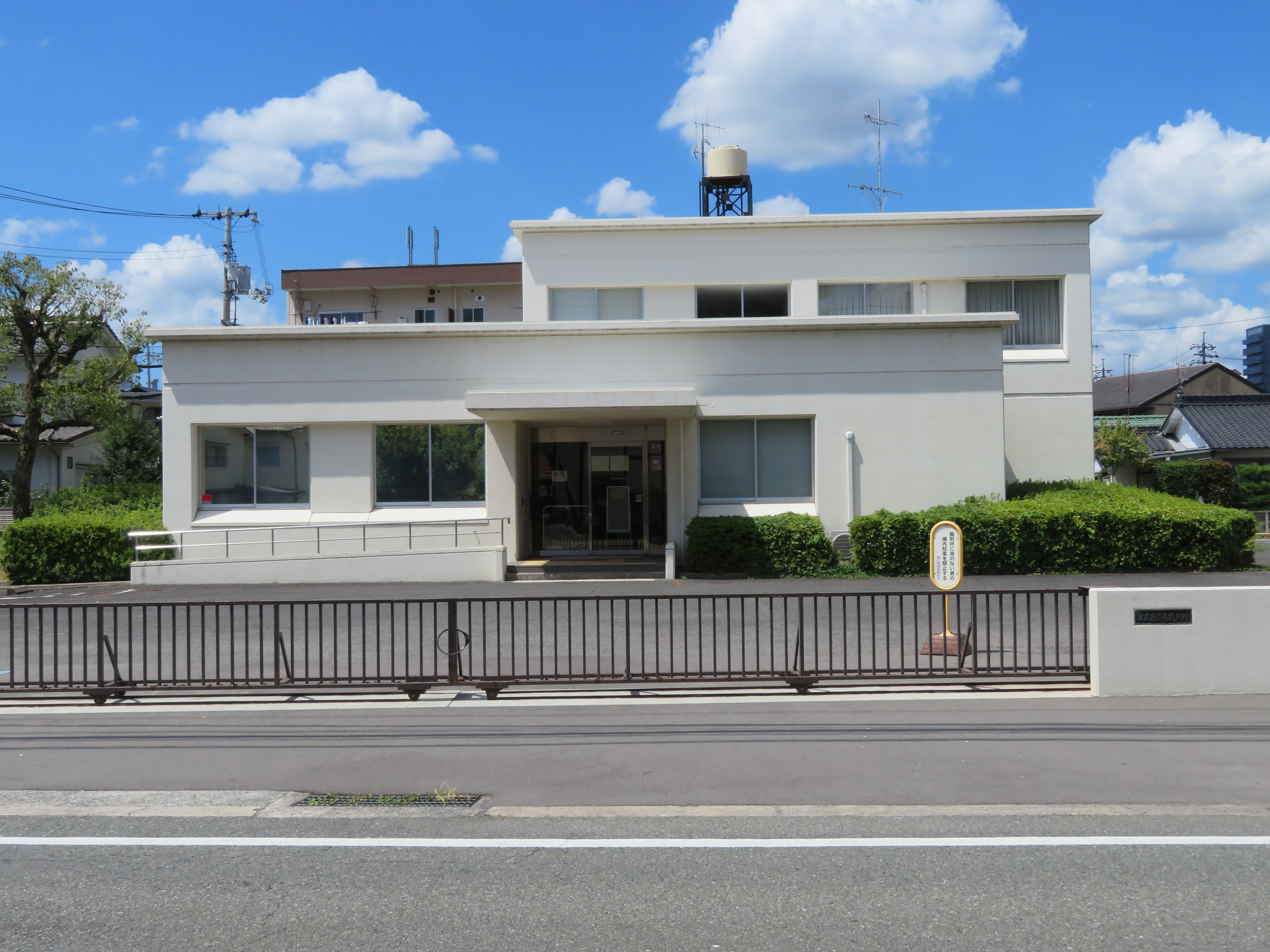
東広島簡易裁判所
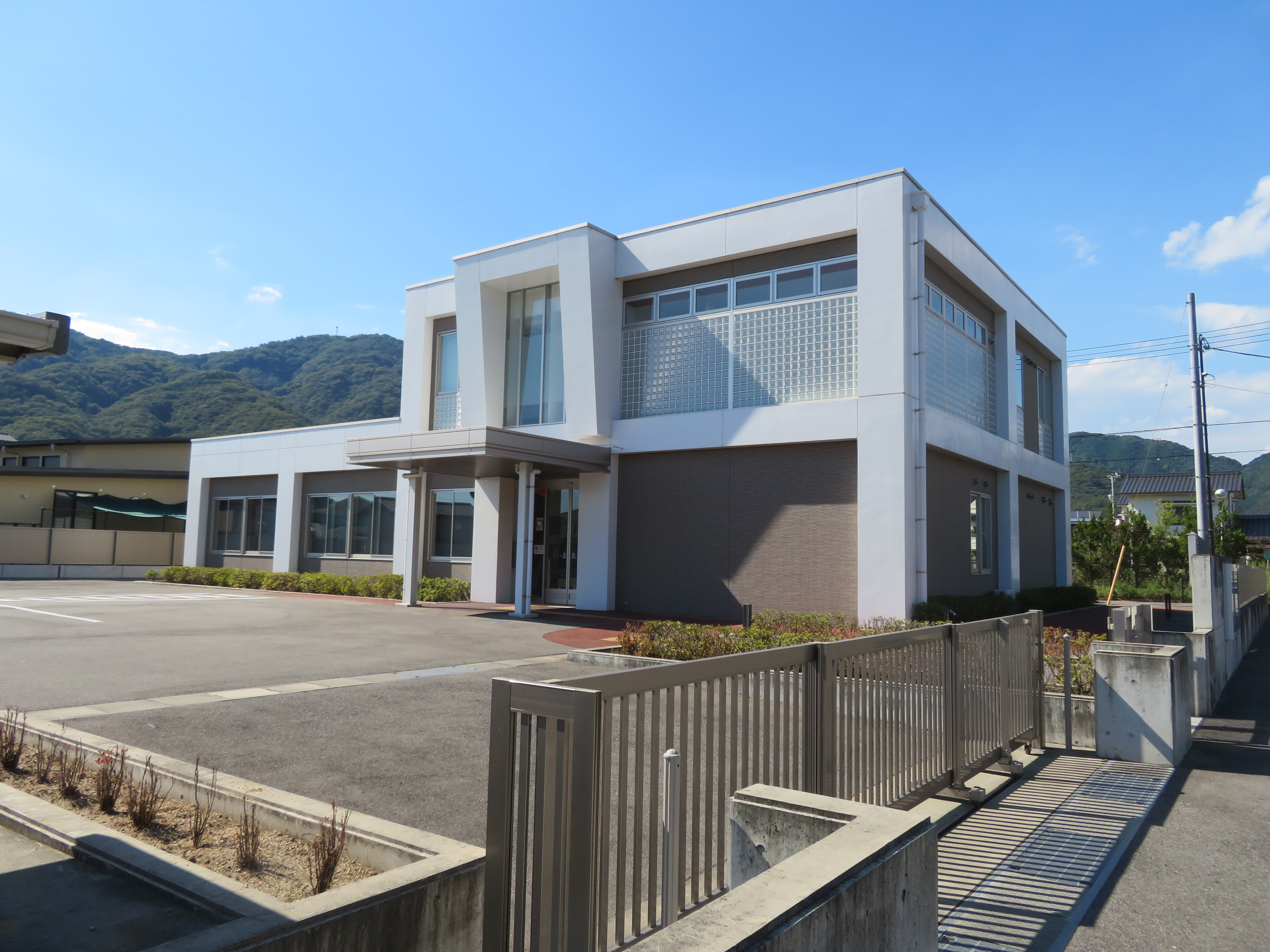
竹原簡易裁判所

## 歴代所長
任期の後ろは後職
- 吉岡浩（2001年6月 - 2004年12月 定年退官）
- 仲家暢彦（2004年12月 - 2007年5月 福岡高等裁判所部総括判事）
- 小西秀宣（2007年5月 - 2009年8月 東京高等裁判所部総括判事）
- 芝田俊文（2009年8月 - 2011年2月 東京高等裁判所部総括判事）
- 高野伸（2011年2月 - 2013年8月 神戸地方裁判所所長）
- 大段亨（2013年8月 - 2014年11月 東京高等裁判所部総括判事）
- 中本敏嗣（2014年11月 - 2015年12月 神戸地方裁判所長）
- 宮崎英一（2015年12月 - 2017年12月 大阪高等裁判所部総括判事）
- 団藤丈士（2017年12月 - 2020年3月 東京高等裁判所部総括判事[1]）
- 永谷典雄（2020年3月 - 2022年9月 東京高等裁判所部総括判事[2]）
- 村越一浩（2022年9月 - [3]）